# Lambdina incongruaria
Lambdina incongruaria là một loài bướm đêm trong họ Geometridae.